# ماور ميليكسون
ماور ميليكسون (30 أكتوبر 1984 بيفنه في إسرائيل - ) هو لاعب كرة قدم بولندي وإسرائيلي في مركز الوسط. شارك مع منتخب إسرائيل تحت 19 سنة لكرة القدم ومنتخب إسرائيل تحت 21 سنة لكرة القدم ومنتخب إسرائيل لكرة القدم. أما مع النوادي، فقد لعب مع بيتار القدس وفيسوا كراكوف ومكابي حيفا ونادي فالينسيان ونادي هبوعيل بئر السبع وMaccabi Yavne F.C. ‏ وهبوعيل كفار سابا ‏.

## وصلات خارجية
- ماور ميليكسون على موقع الاتحاد الأوربي (الإنجليزية)
- ماور ميليكسون على موقع قاعدة بيانات كرة القدم.إي يو (الإنجليزية)
- ماور ميليكسون على موقع ناشيونال فوتبول تيمز (الإنجليزية)
- ماور ميليكسون على موقع Soccerway.com (الإنجليزية)
- ماور ميليكسون على موقع AS.com (الإسبانية)